# شش برد (تشين)
شش برد (بالفارسية: شش برد) هي قرية تقع في إيران في قسم تشین الريفي. يقدر عدد سكانها بـ 21 نسمة .